# Trần Thái Tông
Trần Thái Tông (* 1218; † 1277; eigentlicher Name: Trần Cảnh) war der erste Kaiser der Trần-Dynastie. Er regierte von 1226 bis 1258. Seine Herrschaft war stark von den Anführern seiner Familie geprägt. Während seiner Herrschaftszeit führte der kaiserliche Staat Krieg gegen Champa und die von China aus vorrückenden Mongolen.

## Leben und Herrschaft
Trần Thái Tông wurde von seinem Onkel, der am Hofe der Lý-Dynastie eine prominente Position innehatte, auf den Thron gebracht. Dieser verheiratete Trần Thái Tông mit der letzten Ly-Kaiserin und schaffte es damit, den Thron für seine Familie zu usurpieren. Er dominierte bis zu seinem Tod die Amtsgeschäfte am Hof des Kaisers. Im Streit mit seinem Onkel, welcher dem Kaiser auch intime Beziehungen vorgab verließ Trần Thái Tông kurzzeitig den Hof und ging in ein buddhistisches Kloster. Er ließ sich jedoch zur Rückkehr an den Hof bewegen.
Unter der Herrschaft von Trần Thái Tông führte der Staat Krieg gegen Champa um das Territorium Vietnams nach Süden zu erweitern. Ebenso wurde das Land mit einer Mongoleninvasion konfrontiert, welche unter Aufgabe der Hauptstadt letztlich zurückgeschlagen wurde.
Trần Thái Tông trat 1258 zu Gunsten seines Sohnes Trần Thánh Tông ab und erfüllte 19 Jahre die Rolle des Altkaisers am Hof.